# Arcangelo Zerbini
Arcangelo Zerbini (Molinella, 9 luglio 1920 – Bologna, agosto 1976) è stato un calciatore italiano, di ruolo difensore.

## Carriera
Crebbe nel Ravenna, cui giunse in prestito dal Bologna.
Ha giocato nella massima serie italiana nella prima stagione post-guerra con la maglia del Bari, collezionando 24 presenze.